# Christian Dior (lied)
Christian Dior is een lied van de Nederlandse rapper Dopebwoy in samenwerking met de Belgische rapper Bryan Mg en Nederlandse producer SRNO. Het werd in 2020 als single uitgebracht en stond in hetzelfde jaar als zesde track op het album Hoogseizoen van Dopebwoy.

## Achtergrond
Christian Dior is geschreven door Bryan Mumvudi Gazombo, Jordan Averill Jacott en Serrano Gaddum en geproduceerd door SRNO. Het is een nummer waarin de liedverteller aan een meisje vertelt dat ze van alles mag kopen, onder andere van kledingmerken Dior en Jimmy Choo Ltd. De single is de eerste die Dopebwoy uit heeft gebracht op zijn eigen label Forever Lit Records. De single heeft in Nederland de platina status.
Het was de eerste keer dat de drie artiesten samen op een track te horen zijn. Onderling waren en kwamen er wel al samenwerkingen. Dopebwoy en SRNO stonden in 2019 samen op de hit TikTok en herhaalden de samenwerking op Champagne papi, Marbella, Perro, Monaco en Panorama. Bryan Mg en SRNO stonden na Christian Dior onder andere nog samen op Validé en Montana. Voor Dopebwoy en Bryan Mg waren er voor en na Christian Dior geen andere hitsingles meer samen.

## Hitnoteringen
De artiesten hadden bescheiden succes met het lied in Nederland. Het piekte op de zeventiende plaats van de Single Top 100 en stond 28 weken in deze hitlijst. De Top 40 werd niet bereikt; het lied bleef steken op de tweede plaats van de Tipparade.